# Phomopsis ligulata
Phomopsis ligulata är en svampart som beskrevs av Grove 1935. Phomopsis ligulata ingår i släktet Phomopsis och familjen Diaporthaceae.   Inga underarter finns listade i Catalogue of Life.